# 浙皖虎刺
浙皖虎刺（学名：Damnacanthus macrophyllus）为茜草科虎刺属下的一个种。

## 扩展阅读
- 維基物種上的相關：浙皖虎刺